# Понти (Алесандрија)
Понти (итал. Ponti) је насеље у Италији у округу Алесандрија, региону Пијемонт.
Према процени из 2011. у насељу је живело 306 становника. Насеље се налази на надморској висини од 188 м.

## Становништво
| 1931. | 1936. | 1951. | 1961. | 1971. | 1981. | 1991. | 2001. | 2011. |
| ----- | ----- | ----- | ----- | ----- | ----- | ----- | ----- | ----- |
| 1.504 | 1.359 | 1.235 | 1.071 | 909   | 783   | 727   | 677   | 618   |